# Egg Harbor City
Egg Harbor City is een plaats (city) in de Amerikaanse staat New Jersey, en valt bestuurlijk gezien onder Atlantic County.

## Demografie
Bij de volkstelling in 2000 werd het aantal inwoners vastgesteld op 4545.
In 2006 is het aantal inwoners door het United States Census Bureau geschat op 4454, een daling van 91 (-2.0%).

## Geografie
Volgens het United States Census Bureau beslaat de plaats een oppervlakte van
29,9 km², waarvan 28,8 km² land en 1,1 km² water. Egg Harbor City ligt op ongeveer 21 m boven zeeniveau.

## Plaatsen in de nabije omgeving
De onderstaande figuur toont nabijgelegen plaatsen in een straal van 16 km rond Egg Harbor City.